# 田章
田章（？年—？年），魏晉時期將領。

## 生平
魏滅蜀之戰時，鍾會命田章向西繞過劍閣直出江由，未至百里，田章擊破蜀軍伏兵三個營壘，鄧艾令田章為先鋒，隨鄧艾偷渡陰平。
西晉泰始六年（公元270年），河西鮮卑王禿髮樹機能起兵反晉，六月秦州刺史胡烈在萬斛堆戰死。司馬炎於是派時為奮威護軍的田章和石鑒前去征討，但不克，後為馬隆平定。